# ピート・ジュベール

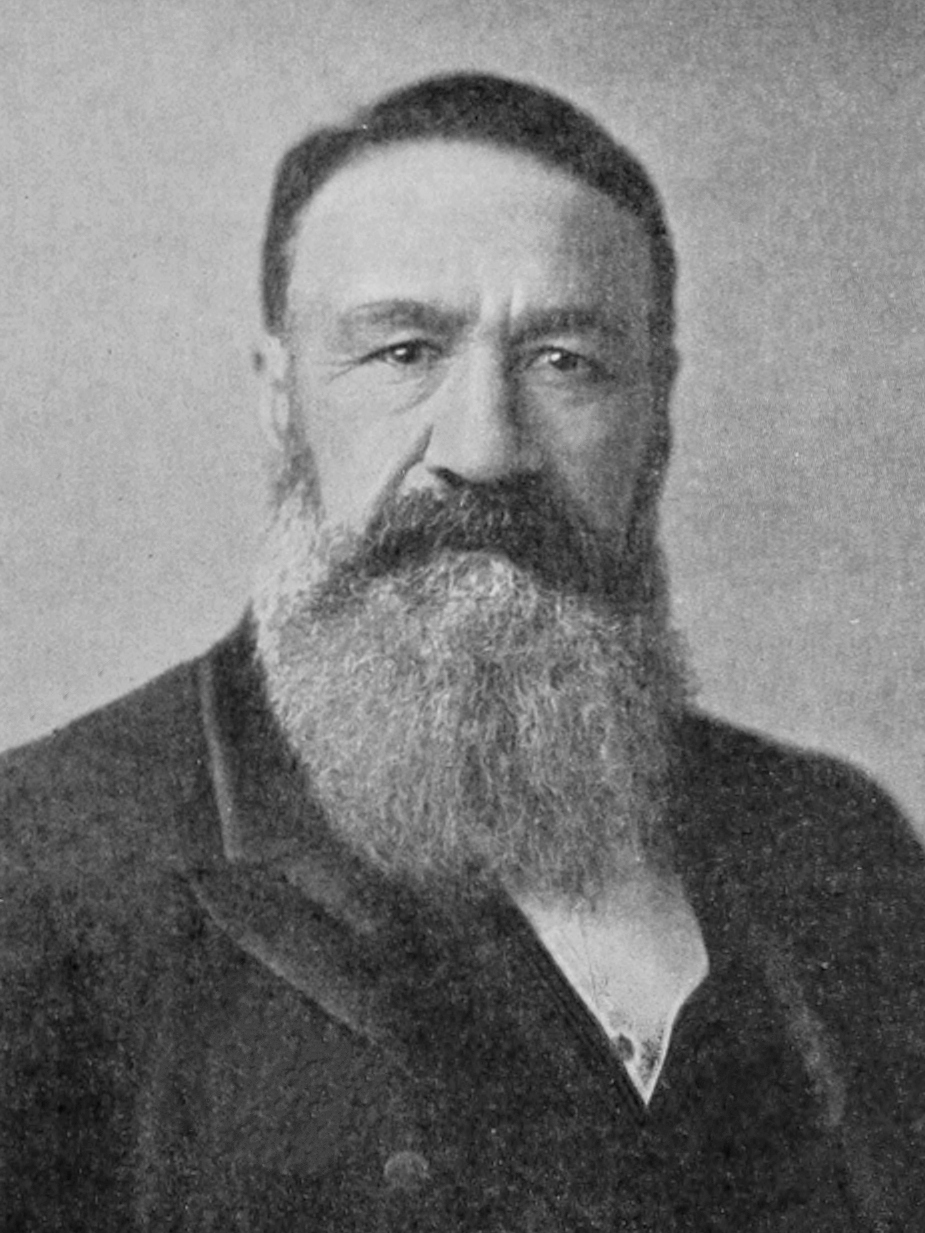
ピート・ジュベール

ペトルス・ヤコブス・ジュベール（Petrus Jacobus Joubert、1834年1月20日-1900年3月28日）、またはピート・ジュベール（Piet Joubert）は、トランスヴァール共和国の政治家、軍人。1880年から1900年まで、トランスヴァール共和国軍最高司令官を務め、第1次・第2次のボーア戦争を指揮した。

## 生涯
ジュベールは1834年、英領ケープ植民地のオーツホールン（現西ケープ州）で生まれた。ジュベールの家系はルイ14世がナントの勅令を廃止した際にケープへと移住したフランス系ユグノーの子孫であった。幼い頃に孤児となった彼はトランスヴァールへと移住し、ナタールに近い東トランスヴァールのワッカーストルームに居を構えた。そこで彼は成功を収め、農業だけでなく法律の勉強も始めた。
農業や法務における彼の成功によって、彼はワッカーストルーム選出の国会議員となり、マルティヌス・プレトリウス大統領の下で次期大統領候補と目されるようになった。1870年に再選されると、彼は司法長官となり、T.F.ブルガー大統領がヨーロッパを外遊した際には大統領代行を務めた。

## 第1次ボーア戦争
1877年にイギリスがトランスヴァールを併合すると、ジュベールは強硬な併合反対派として名を上げ、副大統領だったポール・クリューガーなど他の併合反対派と協力してイギリスへの反乱を計画した。1880年12月13日、プレトリアの南西にあるパールデクラールにおいてボーア人の集会が開かれ、ジュベール、クリューガー、マルティヌス・プレトリウスの3名による三頭政治体制によってイギリスに徹底抗戦を行うことを決議。ジュベールは軍の最高司令官に就任した。16日にはイギリスに最後通牒が突きつけられ、第1次ボーア戦争が勃発した。
第1次ボーア戦争が始まると、ジュベールは軍を率いてトランスヴァールを転戦し、レイングス・ネックの戦い、インゴゴの戦いにおいてイギリス軍を撃破し、2月27日のマジュバの戦いにおいて決定的な勝利を得た。その結果、8月のプレトリア講和会議においてトランスヴァールは再び独立を獲得した。

## 戦後

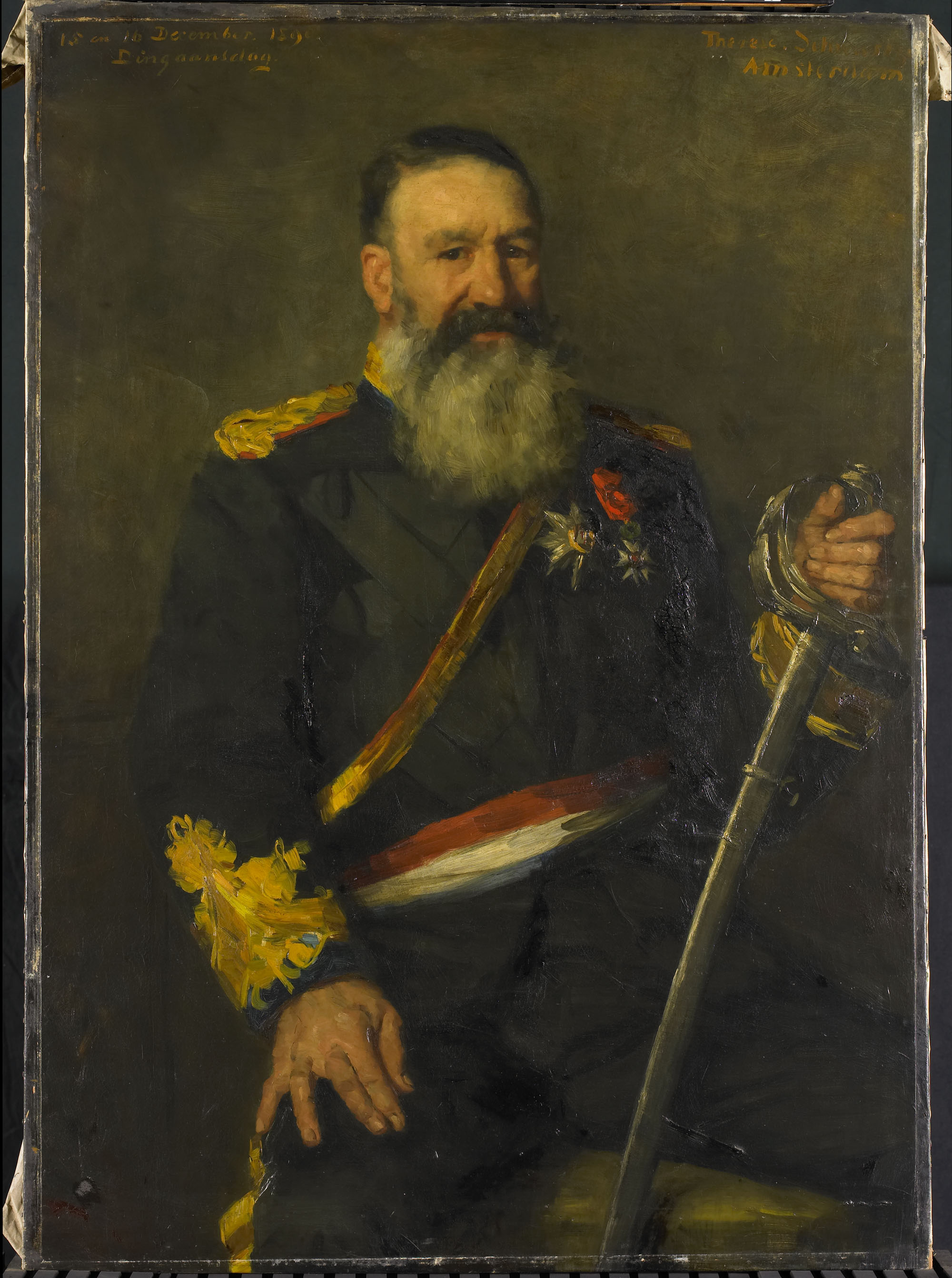
Thérèse Schwartze画のジュベール（1890年）

平和が戻った後の1883年、三頭政治を解消し通常の体制に戻るために大統領選挙が行われ、ジュベールは立候補したものの、1171票対3431票でクリューガーに敗れた。大統領選挙の後も、軍司令官の地位は1900年までそのままだった。1886年、トランスヴァール北方にボーア人の街が開かれ、街の名は彼の名をとってピータースブルグ（現ポロクワネ）と名づけられた。
1886年、ヨハネスブルグにおいて金が発見された。このニュースを喜んで伝えに来た部下に対し、ジュベールは「お前は喜んでいるが、むしろ泣いたほうがいい。この金は我が共和国が再び血に染まる原因となるだろう」と言った。
金はゴールドラッシュを呼び、トランスヴァールの国力は急速に増大していったが、果たしてジュベールの言ったとおり、ゴールドラッシュはイギリス系移民（外国人＝アイットランダース）の大量移民を呼び、最終的にトランスヴァールが侵略される原因となった。
1893年の選挙では再びジュベールとクリューガーの対決となり、アイットランダースなど進歩派の支援を受けたジュベールはクリューガーに肉薄したものの、7246票対7911票で再び敗北した。1896年の選挙でもみたび両者は対決したものの、前年に起きたジェームソン襲撃事件によって有権者は反英・保守志向を強めており、2001票対12858票で大敗した。

## 死去
1899年に第2次ボーア戦争が勃発すると、ジュベールは再び軍最高司令官としてイギリス軍と戦ったが、腹膜炎を起こし、1900年3月28日にプレトリアで死亡した。最高司令官職はルイス・ボータが継いだ。